# William Stowe
William Stowe, né le 23 mars 1940 à Oak Park (Illinois) et mort le 8 février 2016, est un rameur d'aviron américain. 

## Carrière
William Stowe participe aux Jeux olympiques de 1964 à Tokyo et remporte la médaille d'or en huit, avec Joseph Amlong, Thomas Amlong, Harold Budd, Emory Clark, Stanley Cwiklinski, William Knecht, Hugh Foley et Robert Zimony.